# ヒメゴジュウカラ
ヒメゴジュウカラ（学名：Sitta pygmaea）は、スズメ目ゴジュウカラ科ゴジュウカラ属に分類される鳥類の一種。

## 分布
アメリカ大陸

## 形態
全長約10cm。